# New Rules
«New Rules» (укр. «Нові правила») — пісня британської співачки Дуа Ліпи, яка вийшла на радіо 21 липня 2017 року як сьомий сингл з її дебютного студійного альбому «Dua Lipa» (2017). Пісню написали Керолайн Айлін, Емілі Воррен та Ян Кіркпатрік, продюсером був Ян Кіркпатрік.

## Композиція
«New Rules» був описаний як пісня у жанрах тропікал-хаус, електронна танцювальна музика (EDM) та електропоп з елементами денсхолла, набору барабанів, тарілок та інших ударних інструментів і горна.

## Музичне відео
Музичне відео для «New Rules» було знято режисером Генрі Шолфілдом, випущено 7 липня 2017 і отримало позитивні відгуки, зокрема від журналів Rolling Stone, Refinery29, Paper, Nylon, New Statesman, The Loop, Adweek. Станом на липень 2024 року кліп на YouTube переглянули понад 3 мільярдів разів.

## Відгуки
Пісня отримала позитивні відгуки музичних критиків та інтернет-видань: AllMusic, PopCrush, Clash, The Cut, Billboard, The Straits Times, musicOMH, Beat Media, Renowned for Sound, Baeble Music, Jenesaispop, The Guardian. Критичний відгук дало видання DIY. Редактор журналу Billboard поставив пісню на позицію № 4 у списку гімнів геїв 2017, а журнал Time назвав її найкращою піснею року. Інші публікації також включили пісню до кращих за підсумками 2017 року: Entertainment Weekly, Esquire та The New York Times. «New Rules» виграв премію у категорії Best Single Award на церемонії BBC Radio 1 Teen Awards у 2017 році. Пісня також була номінована в категорії «Краща британська пісня року» на церемонії Brit Awards 2018, але програла треку «Human» співака Rag'n'Bone Man.
| Публікації           | Ранг | Посилання |
| -------------------- | ---- | --------- |
| Entertainment Weekly | 29   | [ 14 ]    |
| Esquire              | Н/Д  | [ 15 ]    |
| The Guardian         | Н/Д  | [ 18 ]    |
| The Fader            | 82   | [ 19 ]    |
| The Line of Best Fit | 8    | [ 20 ]    |
| The New York Times   | Н/Д  | [ 16 ]    |
| NME                  | 13   | [ 21 ]    |
| Noisey               | 34   | [ 22 ]    |
| Popjustice           | 5    | [ 23 ]    |
| Spin                 | 97   | [ 24 ]    |
| Time                 | 1    | [ 13 ]    |

## Комерційний успіх
Пісня досягла комерційного успіху завдяки популярності кліпу. 14 липня 2017 року «New Rules» дебютував на 75-му місці в британському гіт-параді UK Singles Chart. 4 серпня сингл досяг дев'ятої позиції, ставши третім треком співачки, що потрапив у кращу десятку чарту, після «No Lie» і «Be the One». Через два тижні, пісня піднялася на перше місце, ставши для Ліпи першою піснею-лідеркою чартів Великої Британії. Трек залишився на першому місці та наступного тижня. 2 лютого 2018 року сингл був сертифікований у 2-кратному платиновому статусі Британською асоціацією виробників фонограм (BPI). В Ірландії він провів вісім тижнів поспіль під номером один у чарті IRMA. У Нідерландах 16 вересня 2017 року пісня посіла перше місце в чартах Top 40 та Single Top 100. Пісня також очолила фламандський Ultratop 50 у Бельгії. «New Rules» також увійшов у топ-10 у Фінляндії, Німеччині, Норвегії та Швеції.
У США сингл провів два тижні в чарті Bubbling Under Hot 100 Singles, а потім дебютував на 90-му місці в основному американському гіт-параді Billboard Hot 100, ставши третім гітом співачки в ньому після «Blow Your Mind (Mwah)» і «Scared to Be Lonely». Трек пізніше досяг шостого місця, ставши для Ліпи її першою появою у найкращій американській десятці; також він став третім чарттоппером співачки в танцювальному чарті Dance Club Songs. «New Rules» також очолив радіоефірний чарт Pop Songs на чотири тижні в лютому 2018 року. 23 червня 2018 року трек знаходився 46-й тиждень у цьому чарті, побивши відповідний рекорд. Сингл мав успіх в країнах Океанії. 29 липня 2017 року він дебютував на 46-му місці в австралійському гіт-параді ARIA Singles Chart. На дев'ятому тижні перебування в чарті він піднявся на друге місце. Трек дебютував у чарті New Zealand Top 40 Singles на 26-му місці у списку, а потім піднявся там на третє місце. Він був сертифікований у 2-кратному платиновому статусі Recorded Music NZ (RMNZ) за тираж 60 000 копій.

## Список треків
| - Цифрові завантаження та стрімінги 1. «New Rules» — 3:29 - Цифрові завантаження та стрімінги — Alison Wonderland remix 1. «New Rules» (Alison Wonderland remix) — 4:23 - Цифрові завантаження та стрімінги — акустична версія 1. «New Rules» (акустична версія) — 3:33 - Digital EP — ремікси 1. «New Rules» (Kream remix) — 4:40 2. «New Rules» (Freedo remix) — 3:33 3. «New Rules» (SG Lewis remix) — 4:13 4. «New Rules» (MRK club mix) — 4:44 5. «New Rules» (Alison Wonderland remix) — 4:23 | - CD сингл 1. «New Rules» — 3:29 2. «New Rules» (акустична версія) — 3:33 - Цифрові завантаження та стрімінги — Initial Talk remix 1. «New Rules» (Initial Talk remix) — 3:44 - Цифрові завантаження та стрімінги — наживо на BRITs 1. «New Rules» (наживо на BRITs) — 3:37 - Цифрові завантаження та стрімінги — наживо 1. «New Rules» (наживо) — 3:44 |

## Творча група
Запис
- Вокал записано в TaP Studio / Strongroom 7 (Лондон, Англія)
- Записано в Zenseven Studios (Вудленд-Гіллз, Каліфорнія), NRG Studios (Північний Голлівуд, Каліфорнія) та Atlantic Recording Studios (Лос-Анджелес, Каліфорнія)
- Майстерінг в Стерлінг Саунд (Нью-Йорк, Нью-Йорк)

 Менеджмент
- Опубліковано видавництвом Waterfall Music / BMG, видавництвом Under Warrenty / Where Da Kasz At (BMI), Warner-Tamerlane Publishing Corp. (BMI) та Buckley Tenenbaum Publishing (BMI)
- Усі права від імені себе та видавництва Buckley Tenenbaum
- Керується видавництвом Warner-Tamerlane

 Персонал
- Дуа Ліпа — вокал
- Ян Кіркпатрік — продакшн, вокальне виробництво, звукорежисер, програмування
- Джош Ґудвін — зведення
- Кріс Ґерінгер — майстерінг

## Чарти

### Тижневі чарти
| Чарт (2017—2018)                      | Позиція |
| ------------------------------------- | ------- |
| Аргентина (Monitor Latino)            | 9       |
| Австралія (ARIA)                      | 2       |
| Австрія (Ö3 Austria Top 40)           | 11      |
| Бельгія (Ultratop 50 Flanders)        | 1       |
| Бельгія (Ultratop 50 Wallonia)        | 4       |
| Болівія (Monitor Latino)              | 7       |
| Бразилія (Brasil Hot 100 Airplay)     | 6       |
| Бразилія (Pro-Música)                 | 3       |
| Канада (Canadian Hot 100)             | 7       |
| Канада AC (Billboard)                 | 38      |
| Канада CHR/Top 40 (Billboard)         | 4       |
| Канада Hot AC (Billboard)             | 17      |
| Колумбія (National-Report)            | 25      |
| Коста-Рика (Monitor Latino)           | 18      |
| Хорватія (HRT)                        | 3       |
| СНД (Tophit)                          | 4       |
| Чехія (Rádio — Top 100)               | 31      |
| Чехія (Singles Digitál Top 100)       | 6       |
| Данія (Tracklisten)                   | 14      |
| Еквадор (National-Report)             | 38      |
| Сальвадор (Monitor Latino)            | 16      |
| Euro Digital Songs (Billboard)        | 3       |
| Фінляндія (Suomen virallinen lista)   | 5       |
| Франція (SNEP)                        | 32      |
| Німеччина (Official German Charts)    | 9       |
| Греція (IFPI Greece)                  | 34      |
| Угорщина (Rádiós Top 40)              | 1       |
| Угорщина (Single Top 40)              | 8       |
| Угорщина (Stream Top 40)              | 2       |
| Угорщина (Dance Top 40)               | 12      |
| Ісландія (Tonlist)                    | 7       |
| Ірландія (IRMA)                       | 1       |
| Ізраїль (Media Forest)                | 1       |
| Італія (FIMI)                         | 8       |
| Японія (Billboard)                    | 20      |
| Латвія (Latvijas Top 40)              | 1       |
| Малайзія (RIM)                        | 3       |
| Мексика (AMPROFON)                    | 16      |
| Mexico Airplay (Billboard)            | 18      |
| Нідерланди (Dutch Top 40)             | 1       |
| Нідерланди (Mega Top 50)              | 9       |
| Нідерланди (Single Top 100)           | 1       |
| Нова Зеландія (Recorded Music NZ)     | 3       |
| Норвегія (VG-lista)                   | 5       |
| Панама (Monitor Latino)               | 3       |
| Перу (Monitor Latino)                 | 17      |
| Філіппіни (Philippine Hot 100)        | 6       |
| Польща (Polish Airplay Top 100)       | 5       |
| Португалія (AFP)                      | 3       |
| Румунія (Airplay 100)                 | 1       |
| Румунія (Romanian Radio Airplay)      | 1       |
| Румунія (Romania TV Airplay)          | 1       |
| Шотландія (OCC)                       | 2       |
| Сінгапур (RIAS)                       | 10      |
| Словаччина (Rádió Top 100)            | 42      |
| Словаччина (Singles Digitál Top 100)  | 6       |
| Словенія (SloTop50)                   | 8       |
| Південна Корея (Gaon)                 | 20      |
| Іспанія (PROMUSICAE)                  | 12      |
| Швеція (Sverigetopplistan)            | 7       |
| Швейцарія (Schweizer Hitparade)       | 11      |
| UK Singles (OCC)                      | 1       |
| Україна (Tophit)                      | 100     |
| Уругвай (Monitor Latino)              | 15      |
| US Billboard Hot 100                  | 6       |
| US Adult Contemporary (Billboard)     | 18      |
| US Adult Pop Airplay (Billboard)      | 7       |
| US Dance Club Songs (Billboard)       | 1       |
| US Dance/Mix Show Airplay (Billboard) | 1       |
| US Latin Pop Airplay (Billboard)      | 40      |
| US Pop Airplay (Billboard)            | 1       |
| US Rhythmic (Billboard)               | 4       |
| Венесуела Anglo (Record Report)       | 5       |
| Венесуела (National-Report)           | 77      |

### Річні чарти
| Чарт (2017)                        | Позиція |
| ---------------------------------- | ------- |
| Австралія (ARIA)                   | 22      |
| Австрія (Ö3 Austria Top 40)        | 52      |
| Бельгія (Ultratop Flanders)        | 17      |
| Бельгія (Ultratop Wallonia)        | 67      |
| Бразилія (Pro-Música Brasil)       | 39      |
| Канада (Canadian Hot 100)          | 64      |
| СНД (Tophit)                       | 73      |
| Данія (Tracklisten)                | 58      |
| Франція (SNEP)                     | 151     |
| Німеччина (Official German Charts) | 41      |
| Угорщина (Dance Top 40)            | 55      |
| Угорщина (Rádiós Top 40)           | 41      |
| Угорщина (Single Top 40)           | 37      |
| Угорщина (Stream Top 40)           | 9       |
| Ізраїль (Media Forest)             | 14      |
| Італія (FIMI)                      | 62      |
| Нідерланди (Dutch Top 40)          | 11      |
| Нідерланди (Single Top 100)        | 18      |
| Нова Зеландія (Recorded Music NZ)  | 15      |
| Норвегія (VG-lista)                | 34      |
| Польща (ZPAV)                      | 83      |
| Португалія (AFP)                   | 19      |
| Румунія (Airplay 100)              | 25      |
| Росія (Tophit)                     | 88      |
| Іспанія (PROMUSICAE)               | 59      |
| Швеція (Sverigetopplistan)         | 39      |
| Швейцарія (Schweizer Hitparade)    | 61      |
| UK Singles (OCC)                   | 11      |
| US Dance Club Songs (Billboard)    | 9       |

| Чарт (2018)                           | Позиція |
| ------------------------------------- | ------- |
| Аргентина (Monitor Latino)            | 98      |
| Австралія (ARIA)                      | 54      |
| Бельгія (Ultratop Flanders)           | 43      |
| Канада (Canadian Hot 100)             | 17      |
| Данія (Tracklisten)                   | 79      |
| Франція (SNEP)                        | 130     |
| Німеччина (Official German Charts)    | 100     |
| Угорщина (Dance Top 40)               | 15      |
| Угорщина (Rádiós Top 40)              | 87      |
| Угорщина (Single Top 40)              | 65      |
| Угорщина (Stream Top 40)              | 18      |
| Ісландія (Plötutíóindi)               | 30      |
| Ірландія (IRMA)                       | 28      |
| Нідерланди (Dutch Top 40)             | 192     |
| Нідерланди (Single Top 100)           | 91      |
| Нова Зеландія (Recorded Music NZ)     | 40      |
| Португалія (AFP)                      | 32      |
| Румунія (Airplay 100)                 | 53      |
| Іспанія (PROMUSICAE)                  | 76      |
| Швеція (Sverigetopplistan)            | 63      |
| Швейцарія (Schweizer Hitparade)       | 92      |
| UK Singles (OCC)                      | 20      |
| US Billboard Hot 100                  | 16      |
| US Radio Songs (Billboard)            | 6       |
| US Adult Contemporary (Billboard)     | 44      |
| US Adult Top 40 (Billboard)           | 31      |
| US Dance/Mix Show Airplay (Billboard) | 4       |
| US Mainstream Top 40 (Billboard)      | 1       |
| US Rhythmic (Billboard)               | 37      |

### Десятиріччя
| Чарт (2010–2019)                 | Позиція |
| -------------------------------- | ------- |
| UK Singles (OCC)                 | 27      |
| US Mainstream Top 40 (Billboard) | 2       |

## Сертифікації
| Регіон | Сертифікація  | Продажі |
| --- | ------------- | ------- |
| [[Category:Certification Table Entry використано для непідтримуваного регіону\|Австралія]][[Category:Certification Table Entry використано для непідтримуваного регіону без джерел\|Австралія]]Австралія                   | 7× Платиновий | 0       |
| [[Category:Certification Table Entry використано для непідтримуваного регіону\|Австрія]][[Category:Certification Table Entry використано для непідтримуваного регіону без джерел\|Австрія]]Австрія                         | Золотий       | 0       |
| [[Category:Certification Table Entry використано для непідтримуваного регіону\|Бельгія]][[Category:Certification Table Entry використано для непідтримуваного регіону без джерел\|Бельгія]]Бельгія                         | 2× Платиновий | 0       |
| [[Category:Certification Table Entry використано для непідтримуваного регіону\|Канада]][[Category:Certification Table Entry використано для непідтримуваного регіону без джерел\|Канада]]Канада                            | Діамантовий   | 0       |
| [[Category:Certification Table Entry використано для непідтримуваного регіону\|Данія]][[Category:Certification Table Entry використано для непідтримуваного регіону без джерел\|Данія]]Данія                               | 2× Платиновий | 0       |
| [[Category:Certification Table Entry використано для непідтримуваного регіону\|Франція]][[Category:Certification Table Entry використано для непідтримуваного регіону без джерел\|Франція]]Франція                         | Діамантовий   | 0       |
| [[Category:Certification Table Entry використано для непідтримуваного регіону\|Німеччина]][[Category:Certification Table Entry використано для непідтримуваного регіону без джерел\|Німеччина]]Німеччина                   | 2× Платиновий | 0       |
| [[Category:Certification Table Entry використано для непідтримуваного регіону\|Ірландія]]Ірландія | —             | 100,000 |
| [[Category:Certification Table Entry використано для непідтримуваного регіону\|Італія]][[Category:Certification Table Entry використано для непідтримуваного регіону без джерел\|Італія]]Італія                            | 3× Платиновий | 0       |
| [[Category:Certification Table Entry використано для непідтримуваного регіону\|Нова Зеландія]][[Category:Certification Table Entry використано для непідтримуваного регіону без джерел\|Нова Зеландія]]Нова Зеландія       | 2× Платиновий | 0       |
| [[Category:Certification Table Entry використано для непідтримуваного регіону\|Норвегія]][[Category:Certification Table Entry використано для непідтримуваного регіону без джерел\|Норвегія]]Норвегія                      | 3× Платиновий | 0       |
| [[Category:Certification Table Entry використано для непідтримуваного регіону\|Польща]][[Category:Certification Table Entry використано для непідтримуваного регіону без джерел\|Польща]]Польща                            | Діамантовий   | 0       |
| [[Category:Certification Table Entry використано для непідтримуваного регіону\|Португалія]][[Category:Certification Table Entry використано для непідтримуваного регіону без джерел\|Португалія]]Португалія                | 4× Платиновий | 0       |
| [[Category:Certification Table Entry використано для непідтримуваного регіону\|Іспанія]]Іспанія | 3× Платиновий | 0       |
| [[Category:Certification Table Entry використано для непідтримуваного регіону\|Велика Британія]][[Category:Certification Table Entry використано для непідтримуваного регіону без джерел\|Велика Британія]]Велика Британія | 5× Платиновий | 0       |
| [[Category:Certification Table Entry використано для непідтримуваного регіону\|США]][[Category:Certification Table Entry використано для непідтримуваного регіону без джерел\|США]]США                                     | 5× Платиновий | 0       |
| Стрімінг |               |         |
| [[Category:Certification Table Entry використано для непідтримуваного регіону\|Швеція]][[Category:Certification Table Entry використано для непідтримуваного регіону без джерел\|Швеція]]Швеція                            | 4× Платиновий | 0       |
| продажі+прослуховування, що базуються лише на сертифікаціях · лише прослуховування, що базуються лише на сертифікаціях |               |         |

## Історія релізу
| Регіон | Дата              | Формат                        | Версія                  | Лейбл        |
| ------ | ----------------- | ----------------------------- | ----------------------- | ------------ |
| Різні  | 7 липня 2017      | Музичне завантаження Стрімінг | Оригінал                | Warner Bros. |
| Італія | 28 липня 2017     | Радіоротація                  | Оригінал                | Warner Bros. |
| США    | 21 серпня 2017    | Adult contemporary radio      | Оригінал                | Warner Bros. |
| США    | 22 серпня 2017    | Contemporary hit radio        | Оригінал                | Warner Bros. |
| Різні  | 25 серпня 2017    | Музичне завантаження Стрімінг | Alison Wonderland remix | Warner Bros. |
| Різні  | 20 жовтня 2017    | Музичне завантаження Стрімінг | Акустика                | Warner Bros. |
| Різні  | 3 листопада 2017  | Музичне завантаження Стрімінг | Remixes EP              | Warner Bros. |
| DACH   | 17 листопада 2017 | CD сингл                      | Оригінал / акустика     | Warner Bros. |
| Різні  | 24 листопада 2017 | Музичне завантаження Стрімінг | Initial Talk remix      | Warner Bros. |
| Різні  | 21 лютого 2018    | Музичне завантаження Стрімінг | Наживо на BRITs         | Warner Bros. |
| Різні  | 6 вересня 2018    | Музичне завантаження Стрімінг | Наживо                  | Warner Bros. |